# Bucklandiella curiosissima
Bucklandiella curiosissima là một loài Rêu trong họ Grimmiaceae. Loài này được (Bednarek-Ochyra & Ochyra) Bednarek-Ochyra & Ochyra mô tả khoa học đầu tiên năm 2007.